# Vila Pavão
Vila Pavão este un oraș și o municipalitate din statul Espírito Santo (ES) din Brazilia.